# 訃報 1979年10月
訃報 1979年10月（ふほう 1979ねん10がつ）では、1979年（昭和54年）10月中に物故した、又は物故が報じられた人物についてまとめる。

## （1日 - 15日）

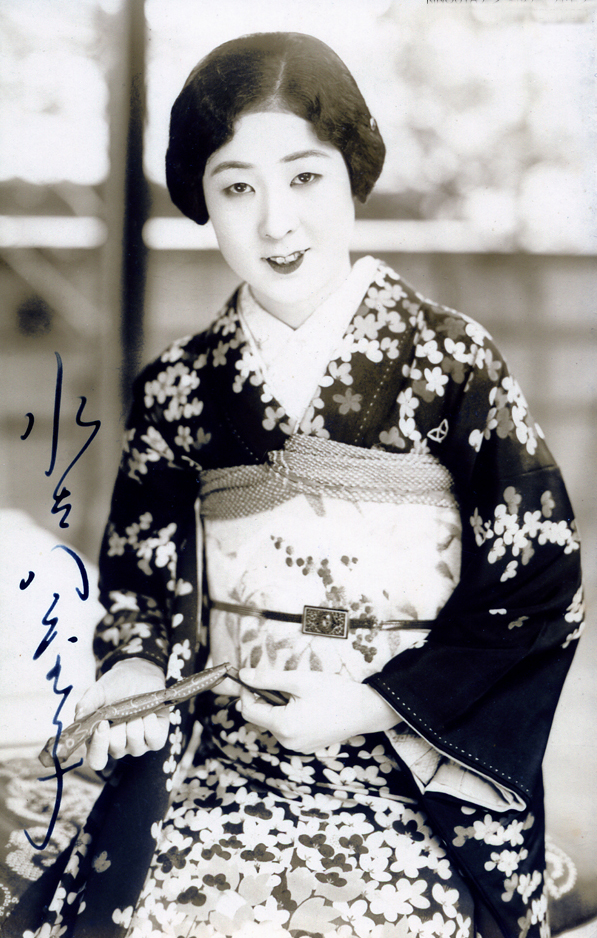
初代水谷八重子／10月1日没

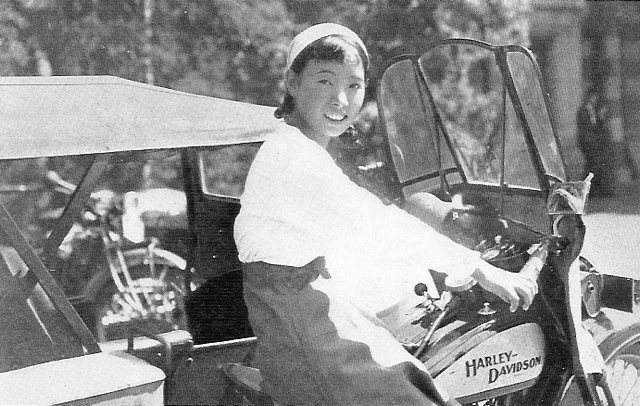
西崎キク／10月6日没

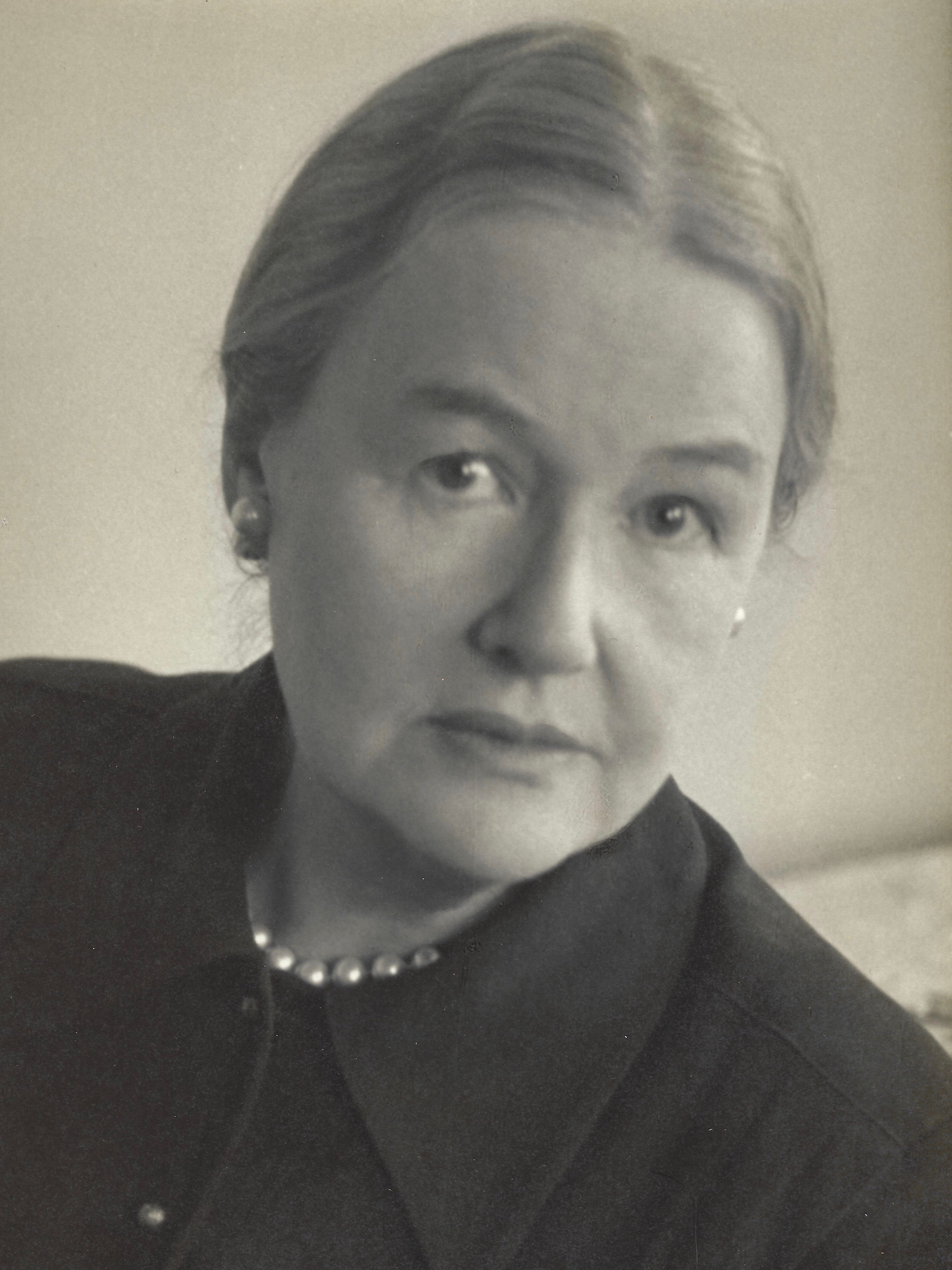
レベッカ・クラーク／10月13日没

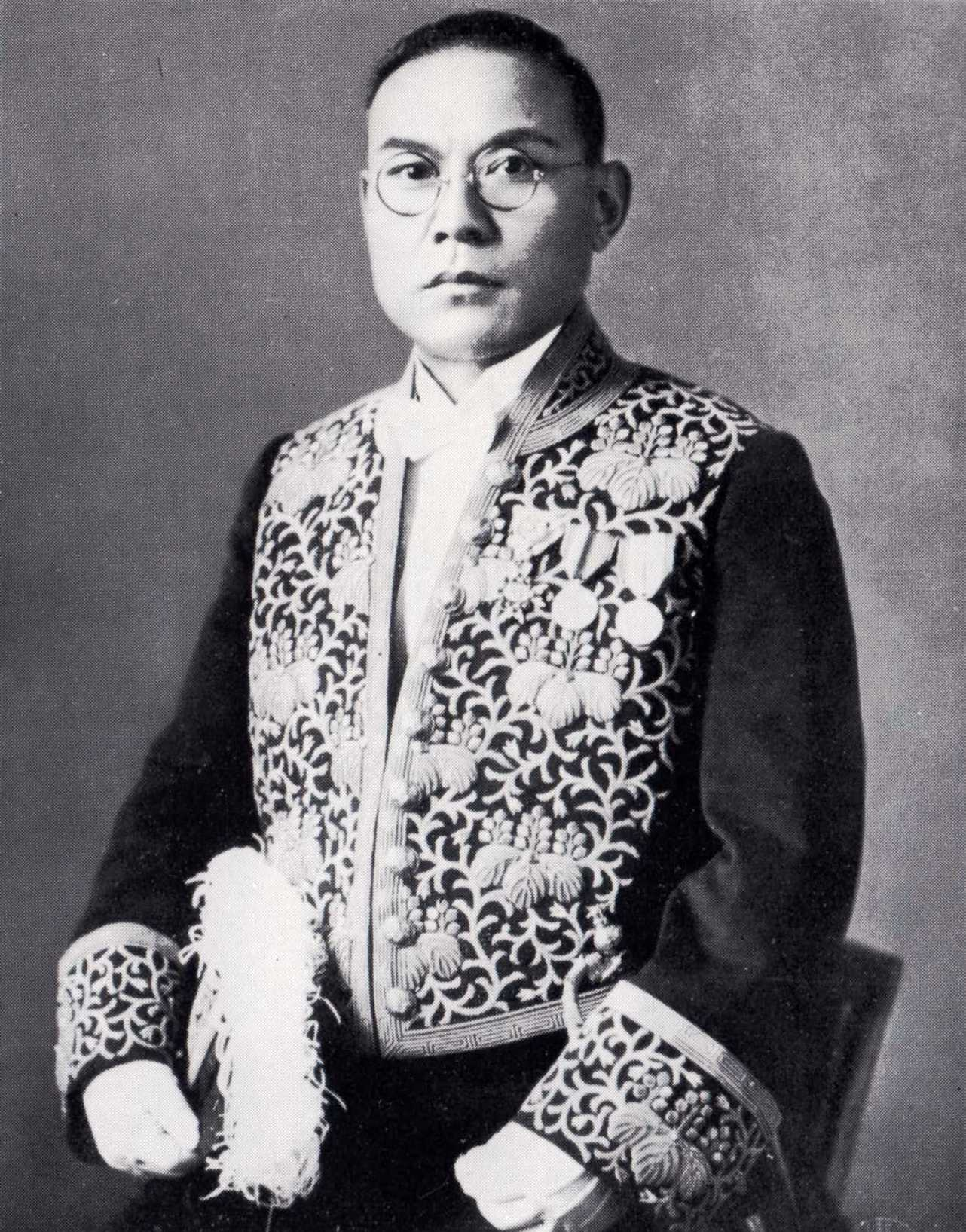
星野喜代治／10月14日没

- 10月1日 - 初代水谷八重子、女優（* 1905年）
- 10月4日 - 荻野貞行、プロボクサー（* 1901年）
- 10月6日 - 西崎キク、女性パイロット（* 1912年）
- 10月8日 - 四至本八郎、国際ジャーナリスト（* 1891年）
- 10月11日 - 楠本実隆、陸軍軍人（* 1890年）
- 10月13日 - レベッカ・クラーク、ヴィオラ奏者（* 1886年）
- 10月14日 - 星野喜代治、大蔵官僚・銀行家（* 1893年）

## （16日 - 31日）

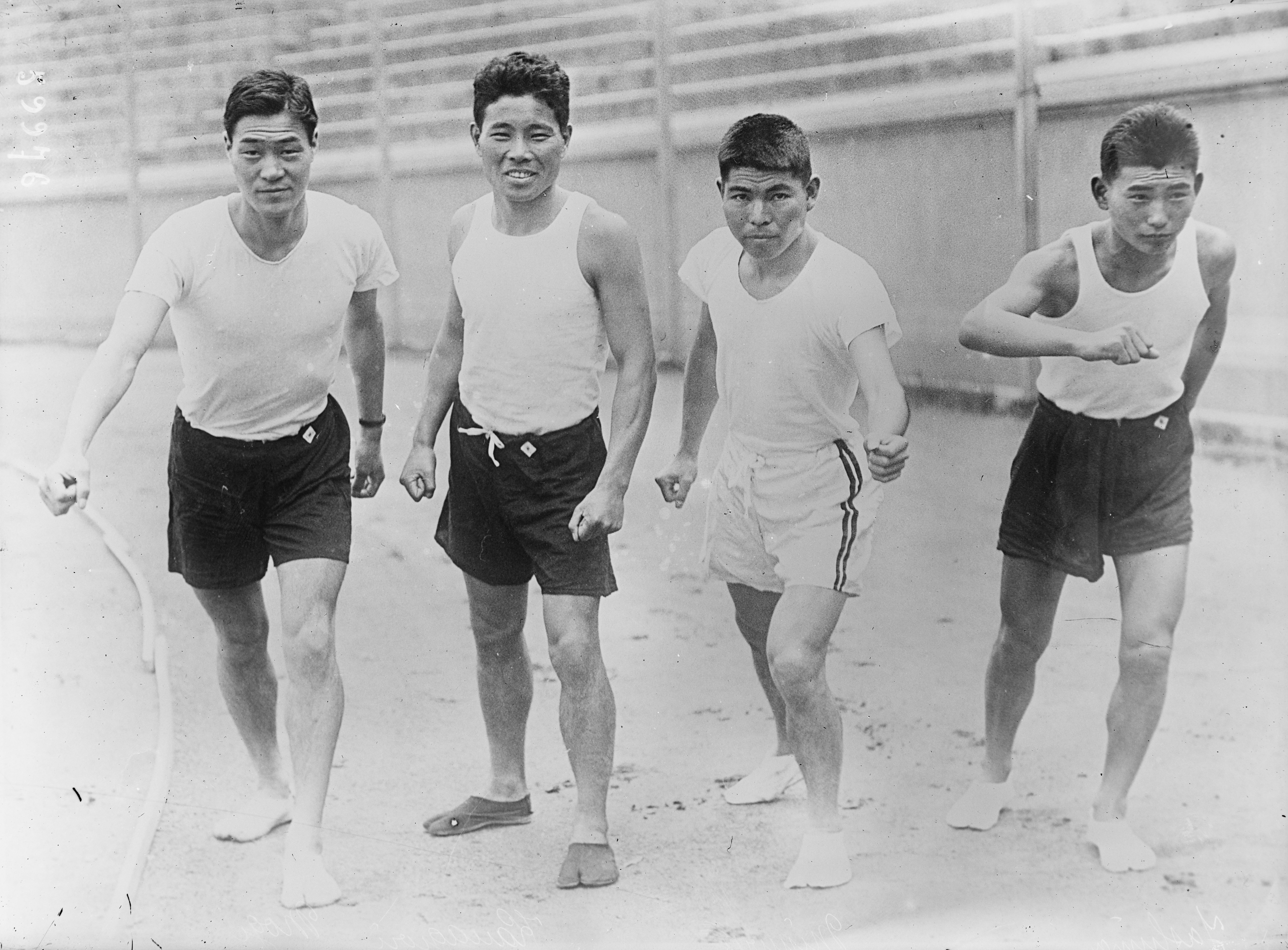
八島健三（右）／10月17日没

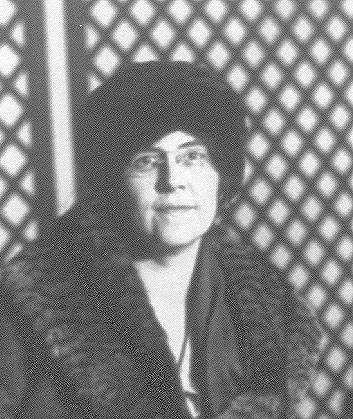
ナディア・ブーランジェ／10月22日没

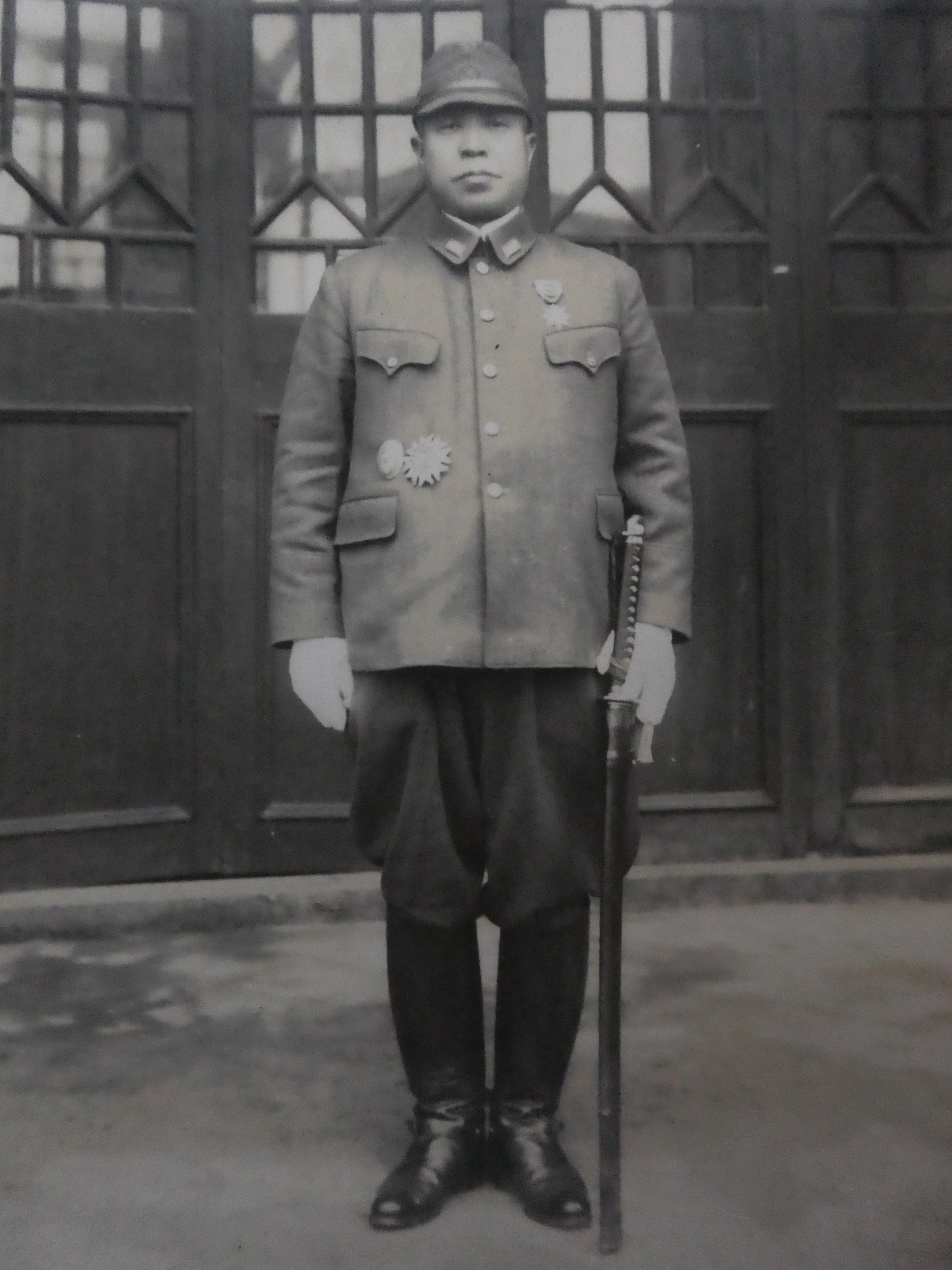
磯田三郎／10月26日没

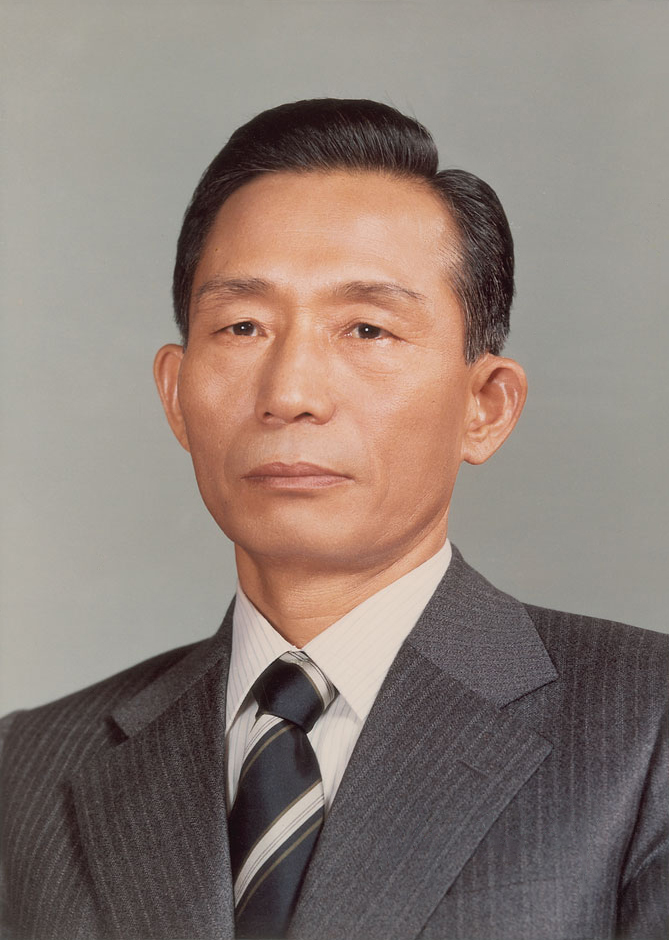
朴正煕／10月26日没

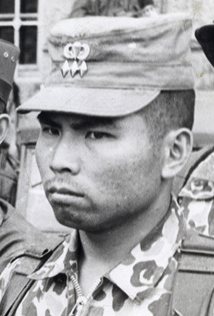
車智澈／10月26日没

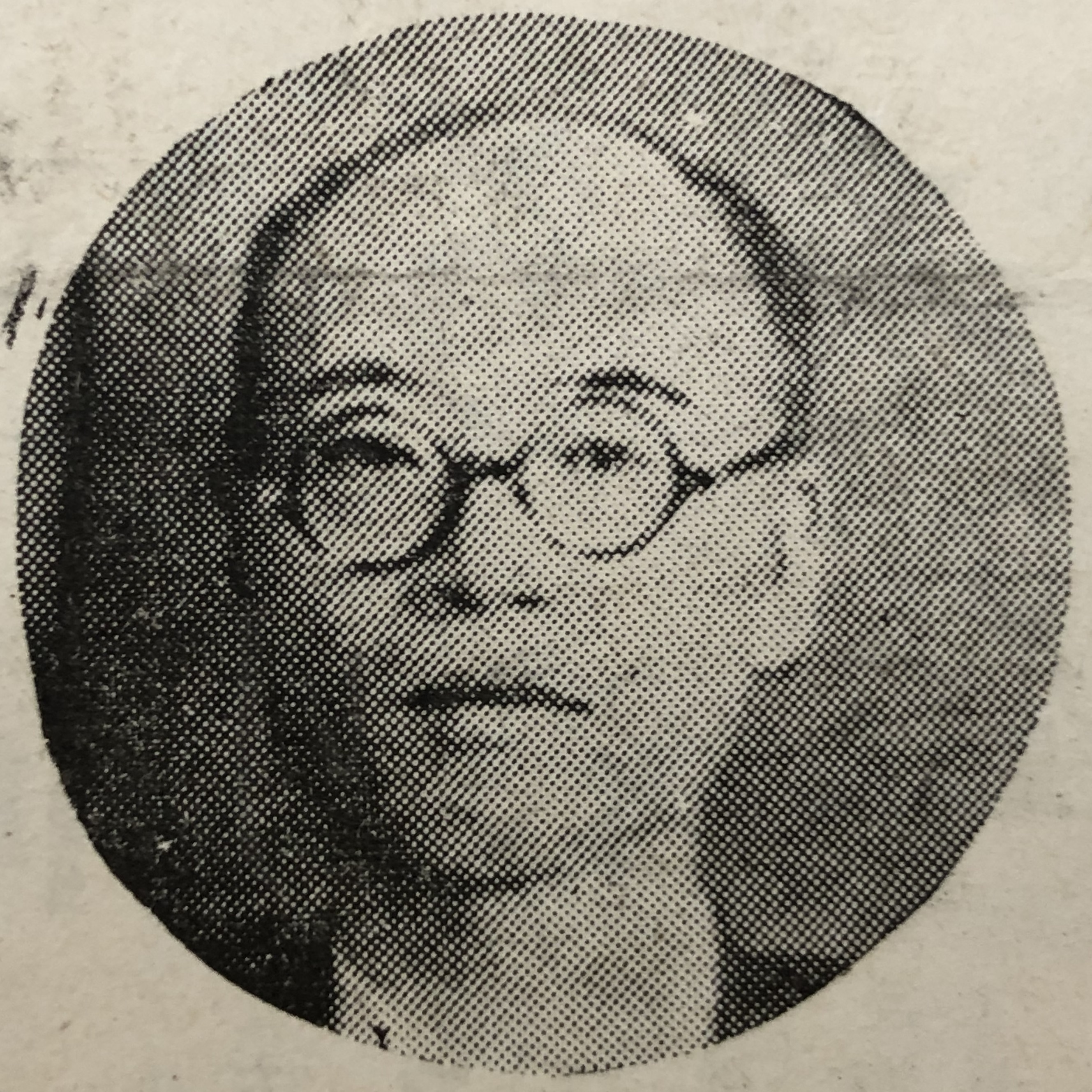
城戸久／10月30日没

- 10月16日 - 中村松若 (初代)、歌舞伎役者（* 1907年）
- 10月17日 - 入交太蔵、実業家・政治家（* 1896年）
- 10月17日 - 八島健三、長距離走選手（* 1902年）
- 10月18日 - 芦田泰三、実業家・住友生命保険元社長・会長（* 1903年）
- 10月20日 - 中村裕二、元野球選手（* 1949年）
- 10月21日 - 杉浦兼松、生化学者（* 1890年）
- 10月22日- ナディア・ブーランジェ、音楽教師・指揮者（* 1887年）
- 10月22日 - 神谷美恵子、精神科医（* 1914年）
- 10月23日 - 藤井貢、俳優（* 1909年）
- 10月25日 - 中田治雄、漫才師・Wヤングメンバー（* 1937年）
- 10月26日- 磯田三郎、陸軍軍人（* 1892年）
- 10月26日 - 嶋田洋一、俳人（* 1913年）
- 10月26日 - 朴正煕、第5-9代韓国大統領（* 1917年）
- 10月26日 - 車智澈、軍人・政治家（* 1934年）
- 10月30日 - 城戸久、建築学者（* 1908年）
- 10月30日 - 平塚八兵衛、刑事警察官（* 1913年）